# Obrót synchroniczny

Zielona strefa księżyca pozostaje niewidoczna z planety

Obrót synchroniczny (rotacja synchroniczna) – zjawisko astronomiczne obserwowane w układach dwóch wzajemnie obiegających się ciał niebieskich polegające na tym, że okres obrotu jednego z nich wokół własnej osi jest równy okresowi obiegu wokół drugiego ciała.

## Występowanie we Wszechświecie
Obrót synchroniczny występuje najczęściej w układach planeta-księżyc, także gwiazda-bliska planeta lub gwiazda-gwiazda. Obok układów, w których tylko jedno ciało obraca się synchronicznie (np. Ziemia-Księżyc) spotyka się także układy pełne, tj. takie, w których oba ciała obracają się synchronicznie (np. Pluton-Charon, wiele ciasnych układów podwójnych gwiazd).
Ciało wirujące synchronicznie jest zwrócone stale tą samą stroną do środka obrotu. Jeżeli jest to ciało, które obiega inne dużo masywniejsze ciało, wówczas środek obrotu leży w pobliżu środka większego ciała i ciało krążące synchronicznie jest zwrócone przez cały czas tą samą stroną do obieganego ciała. Z tego właśnie powodu z Ziemi widać tylko jedną stronę Księżyca. Zjawisko libracji na ogół jednak umożliwia widzenie nieco więcej niż połowę powierzchni takich ciał – w przypadku Księżyca jest to 59%.
Obrót synchroniczny jest zjawiskiem dość powszechnym we Wszechświecie. W Układzie Słonecznym podlegają mu wszystkie większe księżyce o uformowanej kulistej strukturze.

## Mechanizm zjawiska
Przyczyną tego zjawiska są siły pływowe. Powodują one deformację płynnej części satelity oraz w niewielkim stopniu planety, wokół której krąży satelita. Jeżeli satelita obraca się szybciej niż obrót synchroniczny, to deformacja opóźnia się względem obrotu i nie leży na osi łączącej środki mas obu ciał. W efekcie tego na ciało wirujące w kierunku w działa moment siły hamujący rotację (h). W przypadku obrotu wolniejszego od obrotu synchronicznego moment siły ma odwrotny kierunek i przyspiesza obrót planety. Efekt hamowania lub przyspieszania obrotu jest tym silniejszy, im większa jest „rozbieżność” pola grawitacyjnego, które objawia się jako siła pływowa, satelita ma znaczną część płynną i wykonuje obrót znacznie różniący się od obrotu synchronicznego. W polu centralnym „rozbieżność” maleje w 3 potędze odległości. Dlatego synchronizacja pojawia się w ciasnych układach podwójnych, a w przypadku planet w Układzie Słonecznym najsilniejsza jest w przypadku Merkurego. Pomimo tego Merkury nie jest w obrocie synchronicznym z obiegiem, ale jest w rezonansie (3:2) wykonując 3 obroty na 2 obiegi Słońca. Ze względu na większą odległość hamowanie obrotu własnego Wenus jest dużo słabsze. Dlatego obrót tej planety nie stał się jeszcze synchroniczny, chociaż doba gwiazdowa na Wenus jest już bardzo długa – 243 dni ziemskie.

## Lista ciał niebieskich w obrocie synchronicznym

### W układzie słonecznym
| Względem | Synchroniczne                                                                                                   |
| -------- | --- |
| Ziemia   | Księżyc |
| Mars     | Fobos, Deimos                                                                                                   |
| Jowisz   | Metis, Adrastea, Amaltea, Tebe, Io, Europa, Ganimedes, Kallisto                                                 |
| Saturn   | Pan, Atlas, Prometeusz, Epimeteusz, Janus, Mimas, Enceladus, Telesto, Tetyda, Kalipso, Dione, Rea, Tytan, Japet |
| Uran     | Miranda, Ariel, Umbriel, Tytania, Oberon                                                                        |
| Neptun   | Proteusz, Tryton                                                                                                |
| Pluton   | Charon |